# Kees Bekker
Cornelis „Kees“ Bekker (* 26. Januar 1883 in Breda; † 28. Dezember 1964) war ein niederländischer Fußballspieler.

## Karriere
Bekker bestritt 1906 zwei und 1908 vier Länderspiele für die niederländische Fußballnationalmannschaft. Bei seinem Debütspiel am 29. April 1906 gegen Belgien, das die Niederlande 0:5 verlor, war er Mannschaftskapitän. An den Olympischen Spielen 1908 konnte er verletzungsbedingt nicht teilnehmen.
Bekker spielte für den Verein HBS Craeyenhout und war an den Erfolgen des Vereins aus der Zeit von 1900 bis 1910 beteiligt, der 1903/04 und 1905/06 Niederländischer Meister wurde und 1905 und 1907 den Zilveren Bal gewann. Insgesamt absolvierte Bekker 150 Spiele für den HBS und erzielte dabei 82 Tore. Er wechselte anschließend zum Be Quick Groningen, wo er Medizin studierte und sich später als Arzt niederließ.